# Vilches (Chile)
Vilches es una localidad de 1918 habitantes ubicada en la comuna de San Clemente, provincia de Talca, en la Región del Maule (Chile). Está situada en un cajón precordillerano de los Andes, entre los ríos Claro y Lircay, a 35 km de San Clemente y a 67 km de Talca.
El entorno de Vilches, formado por áreas boscosas y de frondosa vegetación, permitió que mediante el decreto 46 de 1976 del Ministerio de Agricultura fuese decretada un «área de protección turística».

## Descripción
Vilches forma parte de la hoya hidrográfica del río Maule, donde se originan los ríos Claro de Talca y Lircay. Según la clasificación de Köppen, su clima es templado-cálido con estación seca en verano y lluvia suficiente.
La localidad está dividida en tres sectores, Vilches Bajo, Vilches Centro y Vilches Alto, donde existe equipamiento para acampar y hacer pícnic, cabañas y lugares de abastecimiento. El entorno del pueblo permite la realización de deportes y actividades como ciclismo todo terreno, excursionismo, senderismo, tirolesa o canopy, y otras actividades de media montaña.
En sus alrededores se encuentran las reservas nacionales Altos del Lircay y El Morrillo, el cerro El Peine, el volcán Descabezado Grande y la laguna El Alto.

## Flora y fauna
Tanto en su flora como en su fauna predominan las especies nativas. Entre aquellas que destacan en su flora se encuentran el canelo, el coigüe, el hualo o roble maulino, el laurel, el lingue, el pellín, el raulí y el quillay, entre otras. Entre las que sobresalen en su fauna se encuentran el carpintero, el cóndor, el gato de campo, el loro tricahue, el puma, la tórtola torcaza, la vizcacha y el zorro culpeo, entre otras.

## Fiestas y eventos
Entre las festividades del pueblo sobresalen el Festival del Copihue, llevado a cabo en el sector Las Lajas en enero; el Festival Ranchero, celebrado en la primera semana de febrero; la Semana vilchana, llevada a cabo la segunda semana de febrero; y el Día Vilchano, realizado en la segunda semana de diciembre.
Otras celebraciones son las carreras a la chilena, realizadas esporádicamente, y el Festival de la Avellana, que fue cancelado en 1981.